# Korven Kuningas
Korven Kuningas je páté studiové album finské kapely Korpiklaani. Bylo vydáno v roce 2008.

## Seznam skladeb
| Pořadí         | Název                    | Hudba          | Text             | Délka |
| -------------- | ------------------------ | -------------- | ---------------- | ----- |
| 1.             | Tapporauta               | Järvelä        | Jyrkäs           | 04:12 |
| 2.             | Metsämies                | Järvelä        | Järvelä          | 02:59 |
| 3.             | Keep on Galloping        | Järvelä        | Järvelä, Jyrkäs  | 04:07 |
| 4.             | Northern Fall            | Järvelä        | Järvelä          | 03:04 |
| 5.             | Shall We Take a Turn?    | Järvelä        | -instrumentální- | 03:27 |
| 6.             | Paljon on koskessa kiviä | Järvelä        | Jyrkäs           | 03:44 |
| 7.             | Ali jäisten vetten       | Kauppinen      | Järvelä          | 04:09 |
| 8.             | Gods on Fire             | Järvelä        | Järvelä          | 03:48 |
| 9.             | Nuolet nomalan (bonus)   | Järvelä        | Järvelä, Jyrkäs  | 03:02 |
| 10.            | Kipakka (bonus)          | Järvelä        | -instrumentální- | 04:14 |
| 11.            | Kantaiso                 | Järvelä        | Järvelä, Jyrkäs  | 04:04 |
| 12.            | Kipumylly                | Järvelä        | Jyrkäs           | 03:52 |
| 13.            | Suden joiku              | Kauppinen      | Järvelä          | 04:22 |
| 14.            | Runamoine                | Kauppinen      | Järvelä          | 04:02 |
| 15.            | Syntykoski syömmehessäin | Järvelä        | Jyrkäs           | 03:05 |
| 16.            | Korven kuningas          | Järvelä        | -instrumentální- | 21:57 |
| Celková délka: | Celková délka:           | Celková délka: | Celková délka:   | 73:54 |

## Obsazení

### Kapela
- Jonne Järvelä - zpěv, elektrická kytara, djembe
- Kalle "Cane" Savijärvi - elektrická kytara
- Jarkko Aaltonen - baskytara
- Juho Kauppinen - harmonika, akustická kytara
- Jaakko "Hittavainen" Lemmetty - housle, zobcový flétna, mandolína
- Matti Johansson - bicí

### Hosté
- Juha Jyrkäs - zpěv, kantele a texty